# Елена, герцогиня де Луго
Её Королевское Высочество донья Елена Мария Исабель Доминика де Силос де Бурбон-и-Гресия, Инфанта Испании, Герцогиня де Луго (исп. Su Alteza Real Doña Elena María Isabel Dominica de Silos de Borbón y Grecia, Infanta de España, Duquesa de Lugo; род. 20 декабря 1963 года, Мадрид, Испания) — старшая дочь короля Испании Хуана Карлоса I и королевы Софии. Занимает 3-е место в порядке наследования испанского трона.

## Биография
Обучалась в школе Санта Мария дель Камино. В 1986 году окончила Университетскую школу ESCUNI в Мадриде с дипломом преподавателя общего базового образования со специализацией «английская филология». В течение одного года работала преподавателем английского языка в школе Санта Мария дель Камино. Обучалась на специальных курсах социологии и образования в Эксетерском университете. В июне 1993 года завершила своё образование в Университете Комильяс в Мадриде, где получила степень лиценциата педагогических наук.

## Общественная и государственная деятельность
В качестве члена королевского дома принимает участие в официальных мероприятиях в Испании и за рубежом. Посетила с официальными визитами ряд городов, в том числе Франкфурт-на-Майне и Лондон, и многие страны мира, среди которых: США, Аргентина, Япония и Филиппины. Возглавляла ряд проектов и программ, в основном, в области культуры. По состоянию на 2009 год была директором культурных и социальных проектов Фонда Mapfre.

## Семья
18 марта 1995 года в Севильском кафедральном соборе сочеталась браком с Хайме де Маричаларом и Саэнс де Техада.
У супругов двое детей:
- Его Превосходительство дон Фелипе Фройлан де Тодос лос Сантос де Маричалар-и-де Бурбон, гранд Испании (род. 17 июля 1998 года)
- Её Превосходительство донья Виктория Федерика де Тодос лос Сантос де Маричалар-и-де Бурбон, грандесса Испании (род. 9 сентября 2000 года)

13 ноября 2007 года королевский двор объявил: «Герцогиня и герцог де Луго намерены прервать совместное проживание в качестве супругов».
Объявленный развод является первым в истории династии испанских Бурбонов, которые занимают испанский трон с начала XVIII века.

## Титулы
- С 20 декабря 1963 года по 18 марта 1995 года — Её Королевское Высочество Инфанта донья Елена Испанская (исп. Su Alteza Real la Infanta Doña Elena de España)
- C 18 марта 1995 года — Её Королевское Высочество Инфанта донья Елена, герцогиня де Луго (исп. Su Alteza Real la Infanta Doña Elena, Duquesa de Lugo)

Титул герцогини де Луго — пожизненный.
Полный официальный титул Инфанты доньи Елены: Её Королевское Высочество донья Елена Мария Исабель Доминика де Силос, инфанта Испании, герцогиня де Луго (исп. Su Alteza Real Doña Elena María Isabel Dominica de Silos, Infanta de España, Duquesa de Lugo).

## Награды
Награды Испании
| Страна  | Дата              | Награда                                                              | Награда                                                              | Литеры |
| ------- | ----------------- | -------------------------------------------------------------------- | -------------------------------------------------------------------- | ------ |
| Испания | 4 октября 1982 —  | Дама Большого креста ордена Изабеллы Католической                    | Дама Большого креста ордена Изабеллы Католической                    |        |
| Испания | 14 октября 1988 — | Дама Большого креста Королевского Достопочтенного ордена Карлоса III | Дама Большого креста Королевского Достопочтенного ордена Карлоса III |        |

Награды иностранных государств
| Страна     | Дата вручения      | Награда                                                                                           | Награда                                                                                           | Литеры |
| ---------- | ------------------ | ------------------------------------------------------------------------------------------------- | ------------------------------------------------------------------------------------------------- | ------ |
| Непал      | 19 сентября 1983 — | Дама первого класса ордена Тришакти Патта                                                         | Дама первого класса ордена Тришакти Патта                                                         |        |
| Нидерланды | 8 октября 1985 —   | Дама Большого креста ордена Оранских-Нассау                                                       | Дама Большого креста ордена Оранских-Нассау                                                       |        |
| Исландия   | 16 сентября 1985 — | Дама Большого креста ордена Сокола                                                                | Дама Большого креста ордена Сокола                                                                |        |
| Гватемала  | 10 января 1986 —   | Дама Большого креста ордена Кетцаля                                                               | Дама Большого креста ордена Кетцаля                                                               |        |
| Португалия | 13 октября 1988 —  | Дама Большого креста ордена Христа                                                                | Дама Большого креста ордена Христа                                                                | GCC    |
| Бельгия    | 19 сентября 1994 — | Дама Большого креста ордена Леопольда I                                                           | Дама Большого креста ордена Леопольда I                                                           |        |
| Япония     | 10 октября 1994 —  | Дама ордена Драгоценной короны 1 класса                                                           | Дама ордена Драгоценной короны 1 класса                                                           |        |
| Норвегия   | 25 апреля 1995 —   | Дама Большого креста ордена Святого Олафа                                                         | Дама Большого креста ордена Святого Олафа                                                         |        |
| Швеция     | 30 апреля 1994     | Юбилейная медаль 50-летия короля Карла XVI Густава                                                | Юбилейная медаль 50-летия короля Карла XVI Густава                                                |        |
| Италия     | 27 июня 1996 —     | Дама Большого креста ордена «За заслуги перед Итальянской Республикой»                            | Дама Большого креста ордена «За заслуги перед Итальянской Республикой»                            |        |
| Португалия | 23 августа 1996 —  | Дама Большого креста ордена Инфанта дона Энрике                                                   | Дама Большого креста ордена Инфанта дона Энрике                                                   | GCIH   |
| Австрия    | 2 июня 1997 —      | Дама Большого креста с Золотой звездой почётного знака «За заслуги перед Австрийской Республикой» | Дама Большого креста с Золотой звездой почётного знака «За заслуги перед Австрийской Республикой» |        |
| Иордания   | 20 октября 1999 —  | Дама Большой ленты ордена Звезды                                                                  | Дама Большой ленты ордена Звезды                                                                  | GCSJ   |
| Люксембург | 7 мая 2001 —       | Дама Большого креста ордена Адольфа Нассау                                                        | Дама Большого креста ордена Адольфа Нассау                                                        |        |
| Чили       | 4 июня 2001 —      | Дама Большого креста ордена Заслуг                                                                | Дама Большого креста ордена Заслуг                                                                |        |
| Греция     | 25 сентября 2001 — | Дама Большого креста ордена Почёта                                                                | Дама Большого креста ордена Почёта                                                                |        |
| Перу       | 5 июля 2004 —      | Дама Большого креста ордена Солнца Перу                                                           | Дама Большого креста ордена Солнца Перу                                                           |        |